# Tadeusz Jarmuziewicz
Tadeusz Jarmuziewicz (Piława Górna; 21 de Setembro de 1957 — ) é um político da Polónia. Ele foi eleito para a Sejm em 25 de Setembro de 2005 com 9635 votos em 21 no distrito de Opole, candidato pelas listas do partido Platforma Obywatelska.
Ele também foi membro da Sejm 1997-2001 e Sejm 2001-2005.